# 阿吉拉斯
阿吉拉斯，是西班牙穆尔西亚自治区的一个市镇。总面积252平方公里，总人口27771人（2001年），人口密度110人/平方公里。